# Избыгнев Ивачевич
Избыгнев (Избыгнеев, Збыгнев, Сбыгнев) Ивачевич (Ивачич) — галицкий воевода, сын воеводы, спасшего в 1144 году Перемышль от Всеволода Ольговича киевского.
В 1150 (или 1152) году во время войны галицкого князя Владимирка с великим князем киевским Изяславом Мстиславичем Избыгнев находился в войске первого. После поражения Владимирка на берегу реки Саны вдвоём с князем пробрался (пробился?) через ряды союзников Изяслава венгров Гезы II и чёрных клобуков и бежал в Перемышль.
В 1158 году (или 1159 году) Избыгнеев ездил с послами от сына и преемника Владимирка — галицкого князя Ярослава Осмомысла — к Изяславу Давыдовичу с требованием выдачи Ивана Ростиславича Берладника.